# Aracoiaba (ort)
Aracoiaba är en ort i Brasilien.   Den ligger i kommunen Aracoiaba och delstaten Ceará, i den östra delen av landet, 1 600 kilometer nordost om huvudstaden Brasília. Aracoiaba ligger 112 meter över havet och antalet invånare är 13 425.
Terrängen runt Aracoiaba är platt åt sydost, men åt nordväst är den kuperad. Närmaste större samhälle är Baturité, 9,1 kilometer nordväst om Aracoiaba.
Omgivningarna runt Aracoiaba är huvudsakligen savann. Runt Aracoiaba är det ganska glesbefolkat, med 38 invånare per kvadratkilometer.